# Slaget ved Goodrich's Landing
Slaget ved Goodrich's Landing blev udkæmpet den 29. – 30. juni 1863
mellem unionsstyrker og konfødererede styrker under den amerikanske borgerkrig. De konfødererede angreb adskillige sorte unionsregimenter, som beskyttede en række erobrede plantager. Selv om de konfødererede kunne ødelægge en række plantager havde angrebene ikke stor betydning for unionens krigsindsats i regionen.

## Baggrund
Efter at unionsstyrker var begyndt at besætte sognene ved Mississippi-floden i Louisiana flokkedes tusinder af undslupne slaver omkring dem. Unionstropperne lejede derfor nogle plantager og satte de befriede slaver i arbejde med at dyrke bomuld eller andre afgrøder. Indtægterne fra salget af afgrøderne hjalp til med at dække udgifterne til mad, klæder osv. Sorte unionstropper fik til opgave at beskytte plantagerne, hvilket frigjorde andre tropper til at kæmpe.

## Slaget
De konfødererede var besluttet på at generobre nogle af disse frigivne slaver og ødelægge afgrøderne, og gennemførte en ekspedition fra Gaines's Landing, Arkansas, til Lake Providence. Unionstropperne havde bygget et fort på en indiansk vold for at beskytte nogle af disse lejede plantager. Rebellerne forberedte sig på at angribe fortet den 29. juni, men besluttede at kræve en betingelsesløs kapitulation først, hvilket unionsstyrkerne accepterede. Senere på dagen kæmpede den konfødererede oberst W.H. Parsons mod kompagnier af 1. Kansas beredne infanteri. Rebellerne begyndte derpå at afbrænde og ødelægge de omkringliggende plantager, især de som unionshæren havde lejet. Den næste morgen havde både fra U.S. Navy landsat Mississippi Marine Brigade, under ledelse af brigadegeneral Alfred W. Ellet ved Goodrich's Landing. Ved daggry brød han op sammen med oberst William F. Woods sorte enheder for at finde rebellerne. Ellets kavaleri fandt de konfødererede først og begyndte at udveksle skud med dem. Kampen blev mere intens da Ellets andre enheder nærmede sig. Parsons afbrød til sidst kampen og trak sig tilbage.

## Efterspil
Selv om de konfødererede afbrød disse operationer, ødelagde megen ejendom og erobrede mange forsyninger og våben var dette plyndringstogt kun et mindre tilbageslag for Unionen. De konfødererede de kunne forårsage midlertidige forstyrrelser, men de kunne ikke afstedkomme varige ændringer.

## Eksterne kilder
- (engelsk) Unionens slagorden

32°44′36″N 91°10′45″V / 32.7432°N 91.1791°V